# Kościół Metodystyczny Wielkiej Brytanii
Kościół Metodystyczny Wielkiej Brytanii – największe wyznanie metodystyczne i czwarte chrześcijańskie w Wielkiej Brytanii. W 2020 roku Kościół liczył 164 024 członków. Kościół jest członkiem Światowej Rady Kościołów, Światowej Rady Metodystów i innych związków wyznaniowych.
Kościół Metodystyczny bierze swoje początki w naukach Johna Wesleya (1703–1791), który prowadził przebudzenia ewangeliczne w XVIII-wiecznej Wielkiej Brytanii, a oficjalnie został założony w 1932 roku w wyniku połączenia trzech kościołów metodystycznych.
Od lipca 2021 roku Kościół przyjął nowe prawo kościelne zezwalające na święcenie par homoseksualnych. Kościół przygotował okolicznościową liturgię ślubną dla par jednopłciowych. Pierwszy ślub zaplanowano na jesień 2021. 